# Arcola (Texas)

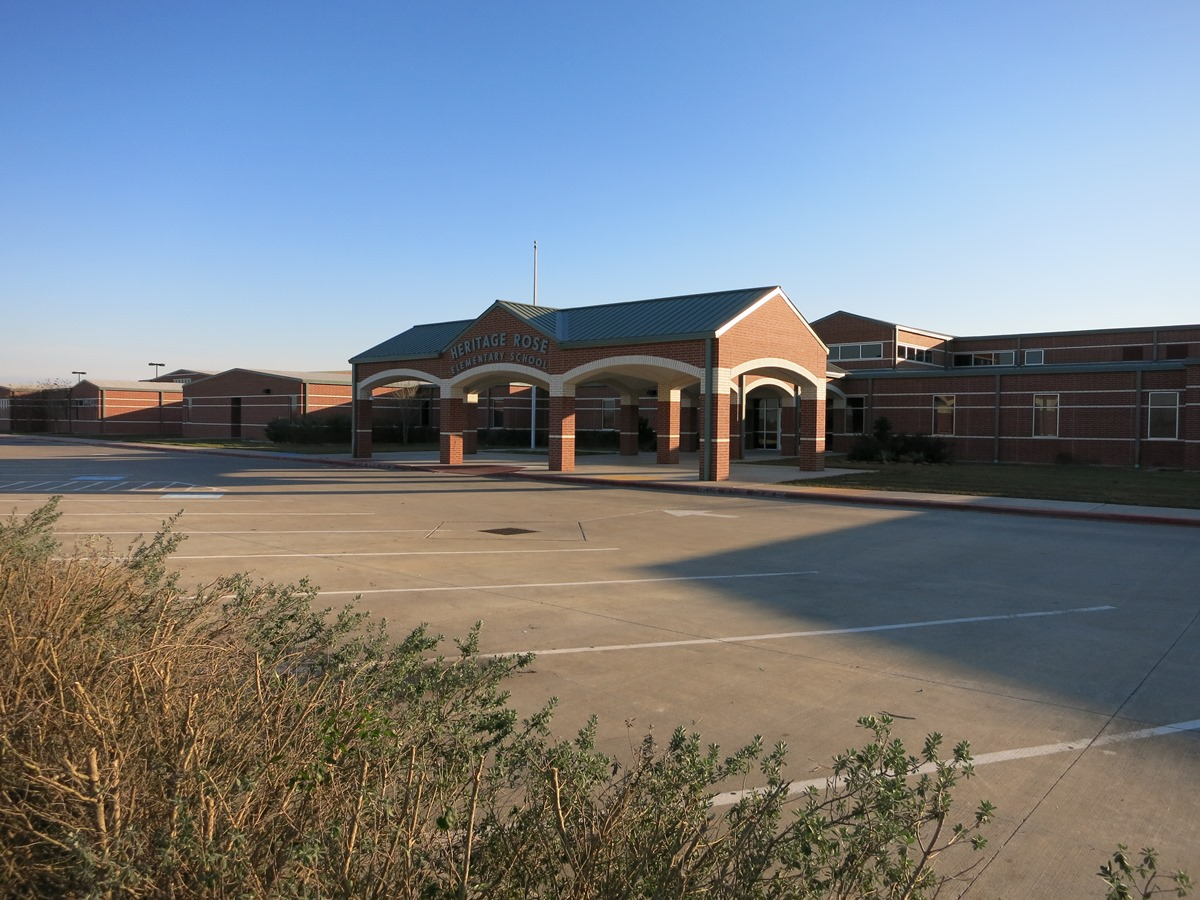
L'école primaire Heritage Rose de Fort Bend ISD se trouve sur Glendale Lakes Drive, au sud d'Arcola.

Pour les articles homonymes, voir Arcola.
Arcola est une municipalité américaine du comté de Fort Bend, dans l’État du Texas. Sa population s’élevait à 1 642 habitants lors du recensement de 2010, estimée à 2 202 habitants en 2016.